# Ołeksij Kuryłenko
Ołeksij Wiktorowycz Kuryłenko, ukr. Олексій Вікторович Куриленко, ros. Алексей Викторович Куриленко, Aleksiej Wiktorowicz Kurilenko (ur. 28 sierpnia 1972) – ukraiński piłkarz, grający na pozycji pomocnika, a wcześniej obrońcy.

## Kariera piłkarska

### Kariera klubowa
W 1990 rozpoczął karierę piłkarską w klubie Dnipro Dniepropetrowsk. W 1992 został piłkarzem Krywbasa Krzywy Róg, któremu pomógł awansować do Wyższej Lihi. Na początku 1996 na krótko powrócił do Dnipra, a już latem przeszedł do Metałurha Zaporoże. Latem następnego roku przeniósł się do Torpeda Zaporoże. Latem 1998 wyjechał do Niemiec, gdzie potem bronił barw Energie Cottbus. W 2000 po tym jak klub awansował do Bundesligi opuścił klub. Następnie występował w amatorskich zespołach VfB Giessen, Dresdner SC, VfB Marburg, SG Bruchköbel i SpVgg Hadamar. W 2006 zakończył karierę piłkarską.

## Sukcesy i odznaczenia

### Sukcesy klubowe
- brązowy medalista Ukrainy: 1996
- mistrz Pierwszej Lihi Ukrainy: 1992